# アダン・モハメド・ヌール・マドベ
アダン・モハメド・ヌール・マドベ (ソマリ語: Aaden Maxamed Nuur Madoobe, アラビア語: عدن محمد  نور مادوبي, 英語: Adan Mohamed Nuur Madobe、1955年頃生まれ）は、ソマリアの政治家。現在、連邦議会議長。
2007年から2010年にも連邦議会議長を務めたほか、2008年末から約1ヶ月間にかけて大統領代理も経験した。このほか、2014年から2015年まで工業商業長官。

## 略歴
ケニアのマンデラで生まれた。マンデラはソマリア国境近くに位置し、ソマリ族が多く住む。ラハンウェイン氏族のハダメ支族出身。

### ラハンウェイン抵抗軍
ソマリアでは第3代大統領のモハメド・シアド・バーレが隣国エチオピアとの戦争に失敗し、各地で氏族を中心とした軍閥が発生してソマリア内戦に突入した。ソマリア南西部では1995年、ラハンウェイン氏族が「ラハンウェイン抵抗軍」（RRA）という軍閥を結成した。ラハンウェイン抵抗軍の議長にはハサン・ムハンマド・ヌール・シャティガドゥドが就任し、マドベは第一副議長になった。ラハンウェイン抵抗軍は、1999年に当時ソマリアの有力軍閥だったフセイン・アイディードが率いる部隊を撃退している。
2002年4月1日、シャティガドゥドがバイドアで南西ソマリアの独立と自身の大統領就任を宣言した。
2002年7月1日、マドベの部隊は、ラハンウェイン抵抗軍第二副議長のムハンマド・イブラヒム・ハブサデの部隊と共に、シャティガドゥドの部隊と武力衝突。次いで、ラハンウェイン抵抗軍からの離脱を表明した。この離脱はジュバ渓谷連合（JVA）の画策との説もある。もっとも、この戦闘はシャティガドゥド有利に進み、7月31日にマドベ・ハブサデの部隊はバイドアから撤退した。9月、エチオピアのドーロにおいて、マドベは南西ソマリアの自称大統領シャティガドゥドと面談し、今後はバイドアで戦闘を行わないという協定が結ばれた。

### 暫定連邦政府への協力
2004年、マドベはジブチでの会議に参加し、ソマリア暫定連邦政府への協力を表明した。
シャティガドゥドも暫定連邦政府への協力を表明、共にソマリア暫定連邦議会の議員に就任した。
2005年1月、ソマリア首相のアリー・ムハンマド・ゲーディは内閣改造を発表。マドベは法務長官に、シャティガドゥドは農務長官に任命された。
2005年5月30日、マドベが率いる部隊は、かつての盟友ムハンマド・イブラヒム・ハブサデの部隊が駐留するバイドアを攻めた。

### ソマリア暫定連邦議会の議長に
2007年1月31日、ソマリア暫定連邦議会の議長シャリフ・ハッサン・シェイハ・アデンがイスラム法廷会議への対応に失敗して辞任したことを受け、マドベが新議長に選出された。
2008年12月29日、大統領のアブドゥラヒ・ユスフが辞任を表明。これにより、大統領選挙までの間（結果として2009年1月31日まで）、マドベが大統領代行を務めた。後任大統領はシェイク・アフマド。
2010年5月、ソマリア暫定連邦政府内でアフマド大統領とシルマルケ首相の対立が生じた。5月16日、議会議長のマドベは、連邦議会がシルマルケ内閣の信任を取り消したと宣言。しかし首相派の議員は、マドベはすでに議長職の任期が切れているとしてこの宣言が無効だと主張。結局、シルマルケは首相に留任し、マドベが議会議長を辞任した。

### 再び政府長官に
2013年3月、マドベは、ソマリアから撤退しようとしているエチオピア軍を説得するため、議会代表としてバイドアを訪問している。
2013年12月、ラハンウェイン氏族の会合が行われ、その際に主要人物としてシャリフ・ハッサン・シェイハ・アデン、マドベ、モハメド・オスマン・ジャワリの名が挙がっている。
2014年1月17日、マドベは新首相のアブディウェリ・シェイハ・アフメド・モハメドにより、工業商業長官に任命された。
2014年3月3日、バイドアにおいてシャリフ・ハッサン・シェイハ・アデンが南西ソマリアの再独立と自身の大統領就任を宣言。マドベは24日、アデンに思いとどまるよう説得するため、彼の元を訪れている。
2022年4月27日に連邦議会議長に就任。